# Nilodosis fusca
Nilodosis fusca är en tvåvingeart som beskrevs av Jean-Jacques Kieffer 1922. Nilodosis fusca ingår i släktet Nilodosis och familjen fjädermyggor. Inga underarter finns listade i Catalogue of Life.